# Eumólpio
Eumólpio (em latim: Eumolpius) foi um oficial romano do século IV, ativo durante o reinado dos imperadores Valentiniano II (r. 375–392) e Teodósio I (r. 378–395).

## Vida
Eumólpio vivia em Antioquia, de onde provavelmente era nativo. Era filho de Domício e parente e velho amigo do sofista Libânio, que enviou-lhe várias epístolas entre 357-361 (313, 75, 1195) e citou-o em outra (657). Em data incerta, provavelmente antes de 384, ofendeu Libânio ao encorajar o estudo de latim em Antioquia e quebrar uma promessa a Libânio acerca de um panegírico que o último faria para Domício, seu irmão. Em 384/385, tornou-se governador da Síria quando Icário era conde do Oriente e foi louvado por trabalhar para aliviar uma crise de fome em Antioquia. Libânio menciona que um membro de seu pessoal foi transferido ao de Icário.